# Урстрём, Вильсон
Вильсон Эллиот Линдберг Урстрём (швед. Wilson Elliot Lindberg Uhrström; род. 23 марта 2006) — шведский футболист, полузащитник «Хаммарбю».

## Клубная карьера
Является воспитанником «Хаммарбю», в составе которого прошёл весь путь от детских и юношеских команд до основной. В январе 2025 года подписал с клубом свой первый профессиональный контракт, рассчитанный на четыре года, после чего отправился с основным составом на предсезонные сборы в Мербелью. Первую игру за главную команду провёл 22 февраля, выйдя на поле в стартовом составе на матч группового этапа кубка страны со «Стокгольмом». 30 марта во встрече первого круга с «Гётеборга» дебютировал в чемпионате Швеции, заменив в компенсированное ко второму тайму время Тесфальдета Теки.

## Карьера в сборной
Выступал за юношеские сборные Швеции различных возрастов.

## Клубная статистика
| Выступление       | Выступление      | Выступление      | Лига | Лига | Кубки | Кубки | Конт. кубки | Конт. кубки | Итого | Итого |
| Клуб              | Лига             | Сезон            | Игры | Голы | Игры  | Голы  | Игры        | Голы        | Игры  | Голы  |
| ----------------- | ---------------- | ---------------- | ---- | ---- | ----- | ----- | ----------- | ----------- | ----- | ----- |
| Хаммарбю          | Алльсвенскан     | 2025             | 1    | 0    | 1     | 0     | 0           | 0           | 2     | 0     |
| Хаммарбю          | Итого            | Итого            | 1    | 0    | 1     | 0     | 0           | 0           | 2     | 0     |
| → Хаммарбю Таланг | Дивизион 1       | 2025             | 1    | 0    | 0     | 0     | 0           | 0           | 1     | 0     |
| → Хаммарбю Таланг | Итого            | Итого            | 1    | 0    | 0     | 0     | 0           | 0           | 1     | 0     |
| Всего за карьеру  | Всего за карьеру | Всего за карьеру | 2    | 0    | 1     | 0     | 0           | 0           | 3     | 0     |